# Rudolf Buchbinder
Rudolf Buchbinder (ur. 1 grudnia 1946 w Litomierzycach) – austriacki pianista.

## Życiorys
Ukończył studia w Konserwatorium Wiedeńskim u Brunona Seidlhofera, następnie uczył się u Friedricha Guldy i Alfreda Brendela. Jako pianista debiutował w wieku 11 lat. Jako członek Junger Wiener Trio zdobył I nagrodę na międzynarodowym konkursie radiofonii w Monachium w 1961 roku. W 1966 roku otrzymał nagrodę specjalną na konkursie pianistycznym im. Van Clinburna.
Koncertował jako solista oraz kameralista wspólnie z Josefem Sukiem i Jánosem Starkerem. W 1971 roku debiutował na festiwalu w Salzburgu. Występował wspólnie z Filharmonikami Wiedeńskimi, z którymi w 1975 roku odbył tournée po Stanach Zjednoczonych i Japonii. Uczył gry na fortepianie w akademii muzycznej w Bazylei.
W swoim repertuarze miał utwory klasyczne, dokonał nagrań płytowych m.in. sonat wiolonczelowych Brahmsa (wraz z Jánosem Starkerem) i wszystkich sonat Haydna. Grał także kompozycje twórców współczesnych, był pierwszym wykonawcą koncertów fortepianowych Gerharda Wimbergera (1984) i Martina Christopha Redla (1991) oraz Vermutungen über Lotti Gottfrieda von Einema (1984).
Odznaczony został austriackimi Krzyżem Honorowym (1989) i Krzyżem Honorowym I Klasy za Naukę i Sztukę (1995), Wielką Złotą Odznaką Honorową za Zasługi dla Republiki Austrii (2003) oraz Złotym Medalem „Zasłużony Kulturze Gloria Artis” (2011).